# Jean-Philippe Ardouin
Pour les articles homonymes, voir Ardouin.
Jean-Philippe Ardouin, né le 5 mars 1964 à Saintes (Charente-Maritime), est un homme politique français. Dirigeant d'un domaine viticole de cognac, il est élu député de la troisième circonscription de la Charente-Maritime lors des élections législatives de 2017. Réélu en 2022, il perd son siège en 2024.

## Biographie
Après ses études secondaires au Lycée Bellevue de Saintes, Jean-Philippe Ardouin poursuit ses études supérieures à Bordeaux où il est plusieurs fois diplômé en troisième cycle en sciences de gestion, économie et administration des entreprises à l'IAE Bordeaux I et du 3e cycle droit, économie et gestion de la filière viti-vinicole délivré par l'université Bordeaux-IV[réf. nécessaire]. Ancien cadre de direction dans le milieu viti-vinicole, il est chef d'entreprise d'un domaine de cognac à Tesson et administrateur de banque. Il est engagé dans le Rotary International dont il préside le Club Rotary de Saint-Jean-d'Angély. Ancien membre du Bureau national interprofessionnel du Cognac (BNIC)[réf. nécessaire], il est présenté par certains journaux locaux comme l’un des députés du Cognac.
En 2017, il est élu député LREM de la troisième circonscription de la Charente-Maritime, après deux tentatives en 2002 et 2007 sous les couleurs de l’UDF puis du MoDem.

## Mandats locaux
- 2008-2014 : conseiller municipal de Saintes, président du groupe « Mieux vivre à Saintes »[6]
- 2008-2014 : conseiller communautaire, communauté d'agglomération de Saintes